# Adminer
Adminer (dříve phpMinAdmin) je nástroj umožňující prostřednictvím webového rozhraní jednoduchou správu databáze MySQL, od své třetí verze též PostgreSQL, SQLite, MS SQL, Oracle a od čtvrté verze též SimpleDB, MongoDB a Elasticsearch. Je napsaný v jazyce PHP jako lehčí alternativa PhpMyAdminu. Je šířený jako jediný zdrojový skript, pod licencí Apache.
Adminer pomalu začínají nabízet první webhostingové firmy jako alternativu k phpMyAdminu (který v poslední verzi čítá 4 239 souborů a zabírá přes 50 MB). Adminer je vůči phpMyAdminu při běžných operacích v průměru zhruba 2,5× rychlejší, při vzdáleném spojení může být rozdíl v rychlosti ještě vyšší kvůli velikosti přenášených dat.

## Vlastnosti
- přihlášení k definovanému serveru, pod uživatelským jménem a heslem (ukládané do session, s možností trvalého přihlášení)[3]
- základní běžné CRUD operace (výběr databáze, výpis/editace tabulky, vkládání/editace záznamů)
- široce přizpůsobitelný výpis tabulek (editace vypisovaných sloupců včetně funkcí, kombinované filtrování a mnohonásobné řazení)
- hromadné úpravy vybraných záznamů (s možností nechání původní hodnoty, nastavení nové, inkrementace/dekrementace apod.)
- editace ostatních prvků: pohledů, cizích klíčů, triggerů, časovaných a uložených procedur, procesů, partitioningu, událostí, proměnných, uživatelských oprávnění
- okno pro příkazy SQL, s historií (od verze 1.10) a možnostmi příkaz zpětně vybrat nebo upravit, popř. historii promazat
- import dat pomocí příkazového SQL nebo CSV souboru (odděleného čárkou, středníkem nebo tabulátorem, včetně jeho zkomprimované podoby v Gzip, Bzip2)
- export vybraných tabulek (struktura a/nebo data) přímo na stránku nebo jako soubor ke stažení
- automaticky generované interaktivní schéma databáze
- hromadná editace vypsaných a zaškrtnutých řádků nebo všech řádků nezávisle na aktuální stránce výpisu
- editace přímo z výpisu tabulky
- příjemné rozhraní (rozsáhlé nasazení JavaScriptu a AJAXu) při zachování přístupnosti a použitelnosti
- AJAX v případě časově náročných operacích (jako například výpis všech databází) doplňuje informace do stránky jako paralelní proces
- bezpečnostní opatření proti (CSRF, XSS, SQL injection, click-jacking, …)
- validní HTML 4.01 v UTF-8, na rozdíl od phpMyAdmina bez rámů a fungující ve více otevřených oknech
- podpora více jazyků (aktuálně angličtina, čeština, slovenština, slovinština, nizozemština, španělština, portugalština, němčina, francouzština, italština, estonština, ruština, maďarština, tamilština, turečtina, rumunština, arabština, perština, katalánština, srbština, japonština a tradiční a zjednodušená čínština, dánština); na rozdíl od phpMyAdmina jsou všechny překlady kompletní
- vše je v jediném souboru (k dispozici je i menší jednojazyčná česká a slovenská verze) eventuálně verze pouze pro MySQL
- možnost úpravy funkcionality pomocí přizpůsobení[4]
- od 4. verze zvýrazňování syntaxe
- u MySQL verze 5.5.7 výš částečná podpora typu JSON
- podpora databází
  - MySQL
  - MariaDB
  - PostgreSQL
  - SQLite
  - MS SQL
  - Oracle
  - SimpleDB
  - MongoDB
  - Elasticsearch
  - Firebird

## Historie
V roce 2007 začal psát Jakub Vrána vlastní nástroj pro správu databáze, protože se mu PhpMyAdmin zdál příliš velký. Jeho projekt, ve formě jednoho souboru pod 100 KiB, původně nazval phpMinAdmin. Postupně začal vydávat další verze a nabalovat na něj další funkce. 8. června 2009 na svém blogu rozhodl, že PhpMinAdmin přejmenuje na Adminer.
V říjnu 2010 vyšla 3. verze přidávající podporu databází PostgreSQL, SQLite, MS SQL a Oracle. Zároveň byla přidána podpora hromadných změn záznamů.
V lednu 2013 vyšla 4. verze přidávající podporu databází SimpleDB, MongoDB a Elasticsearch.
V roce 2021 Jakub Vrána přerušil vývoj a pro zachování kontinuity vznikly dva významné forky. V roce 2025 se autor k vývoji vrátil a všechny významné funkce z obou forků zahrnul do oficiální větve admineru.
V současné době Adminer obsahuje 47 kompletně přeložených jazykových verzí. Zároveň obsahuje podporu některých funkcí MySQL, kterou nemá ani PhpMyAdmin, např.:
- vícenásobné přihlášení pod různými typy databází
- trvalé přihlášení (přes vlastní rozhraní)
- práci se triggery (spouštěmi)
- snazší práce s uloženými procedurami
- větší podpora pro cizí klíče
- editaci pohledů
- změna pořadí sloupců v definici tabulky
- podpora partitioningu při vytváření či úpravě tabulky
- speciální export pro synchronizaci změn mezi dvěma databázemi
- ve výpisu tabulky: snadná editace podmínek vyhledávání
- více podmínek pro tentýž sloupec
- možnost řazení podle více sloupců
- zvýraznění syntaxe v SQL, včetně odkazů na dokumentaci nebo použité tabulky
- schéma tabulek databáze se znázorněnými cizími klíči a editací jejich rozestavění
- hromadné úpravy záznamů (nastavení společné hodnoty nebo relativní přičítání/odečítání/násobení…)
- rychlé úpravy hodnot přímo z výpisu tabulky (po kliku se stisknutým controlem na danou hodnotu nebo všechny vypsané hodnoty)
- u dlouho trvajících operací (jako zjišťování počtu záznamů ve všech tabulkách) paralelní zpracování přes AJAX
- od verze 4.6.1 se lze k Admineru připojit přes SSL
- podporované jazyky: English, العربية, Български, বাংলা, Bosanski, Català, Čeština, Dansk, Deutsch, Ελληνικά, Español, Eesti, فارسی, Suomi, Français, Galego, עברית, Magyar, Bahasa Indonesia, Italiano, 日本語, 한국어, Lietuvių, Bahasa Melayu, Nederlands, Norsk, Polski, Português, Português (Brazil), Limba Română, Русский, Slovenčina, Slovenski, Српски, த‌மிழ், ภาษาไทย, Türkçe, Українська, Tiếng Việt, 简体中文, 繁體中文